# Bad Camberg
Bad Camberg est une municipalité allemande située dans l'arrondissement de Limbourg-Weilbourg et dans le land de la Hesse. Elle se trouve à 30 km au nord de Wiesbaden et à 44 km au nord-ouest de Francfort-sur-le-Main.

## Personnalités liées à la ville
- Ernst Lieber (1838-1902), homme politique né et mort à Bad Camberg.
- Heinrich Held (1868-1938), homme politique né à Erbach im Taunus.
- Markus (1959-), chanteur né à Bad Camberg.

## Jumelages
La ville de Bad Camberg est jumelée avec :
- Chambray-lès-Tours (France) depuis le 3 octobre 1987
- Bad Sulza (Allemagne) depuis le 9 janvier 1991

## Source, notes et références
1. ↑  « Partnerstädte » Site web de la ville de Bad Camberg, consulté le 1er avril 2017.